# 孫丹林
孫 丹林（そん たんりん）は中華民国の政治家。北京政府の要人。字は翰丞。

## 事跡
山東大学を卒業。1911年（宣統3年）、辛亥革命の際に登州で軍政府が樹立されると、その秘書長兼総参謀として推戴された。その後、高苑知県、直魯巡閲使署秘書長を歴任する。
1922年（民国11年）6月、北京政府の内務部次長となる。同年7月に内務総長を代理、9月に同職を署理した。そのほかに、督弁鄭州商埠事宜をつとめている。
1927年（民国16年）、上海で中国興業銀行総経理となった。1937年（民国26年）に日中戦争（抗日戦争）が勃発すると、国民政府外交部特派員として日本との交渉にあたった。
その後、孫丹林の行方は不明である。